# أنتوني باولينو
أنتوني باولينو (بالإنجليزية: Anthony Paulino)‏ (8 يونيو 1994 - ) هو لاعب كرة قدم أمريكي في مركز الدفاع. شارك مع منتخب غوام لكرة القدم. أما مع النوادي، فقد لعب مع Washington Huskies ‏.

## وصلات خارجية
- أنتوني باولينو على موقع قاعدة بيانات كرة القدم.إي يو (الإنجليزية)
- أنتوني باولينو على موقع ناشيونال فوتبول تيمز (الإنجليزية)